# المويلح (ولاية الجلفة)
المويلح فرع بلدي يقع في ولاية الجلفة في الطريق الرابط بين بوسعادة و الجلفة تبعد عن مقر الولاية  بـ24 كلم وهي تابعة إداريا لبلدية المليليحة، عدد سكانها قليل حوالي عشرة آلاف نسمة، ولكن تشهد في السنوات الخمس الأخيرة زيادة في عدد السكان نتيجة لربط المدينة بشبكة الغاز الطبيعي والاستثمارات التي استحدث فيها كمصنع الجبس، الذي يساهم في النشاط الاقتصادي للفرع البلدي المويلح دخلت مؤخرا وحدة لصناعة الجبس حيز النشاط بتراب بلدية المليليحة وبالضبط بالفرع البلدي «المويلح» على الطريق المؤدية إلى عاصمة الدائرة دار الشيوخ، حسبما نقلته وكالة الأنباء الجزائرية عن مدير الصناعة والمناجم لولاية الجلفة. إلى جانب السوق الأسبوع المسمى سوق أولاد نائل، الذي هو سوق أسبوعي يكتض بالتجار والزبائن كل يوم ثلاثاء.